# Skeletonizace

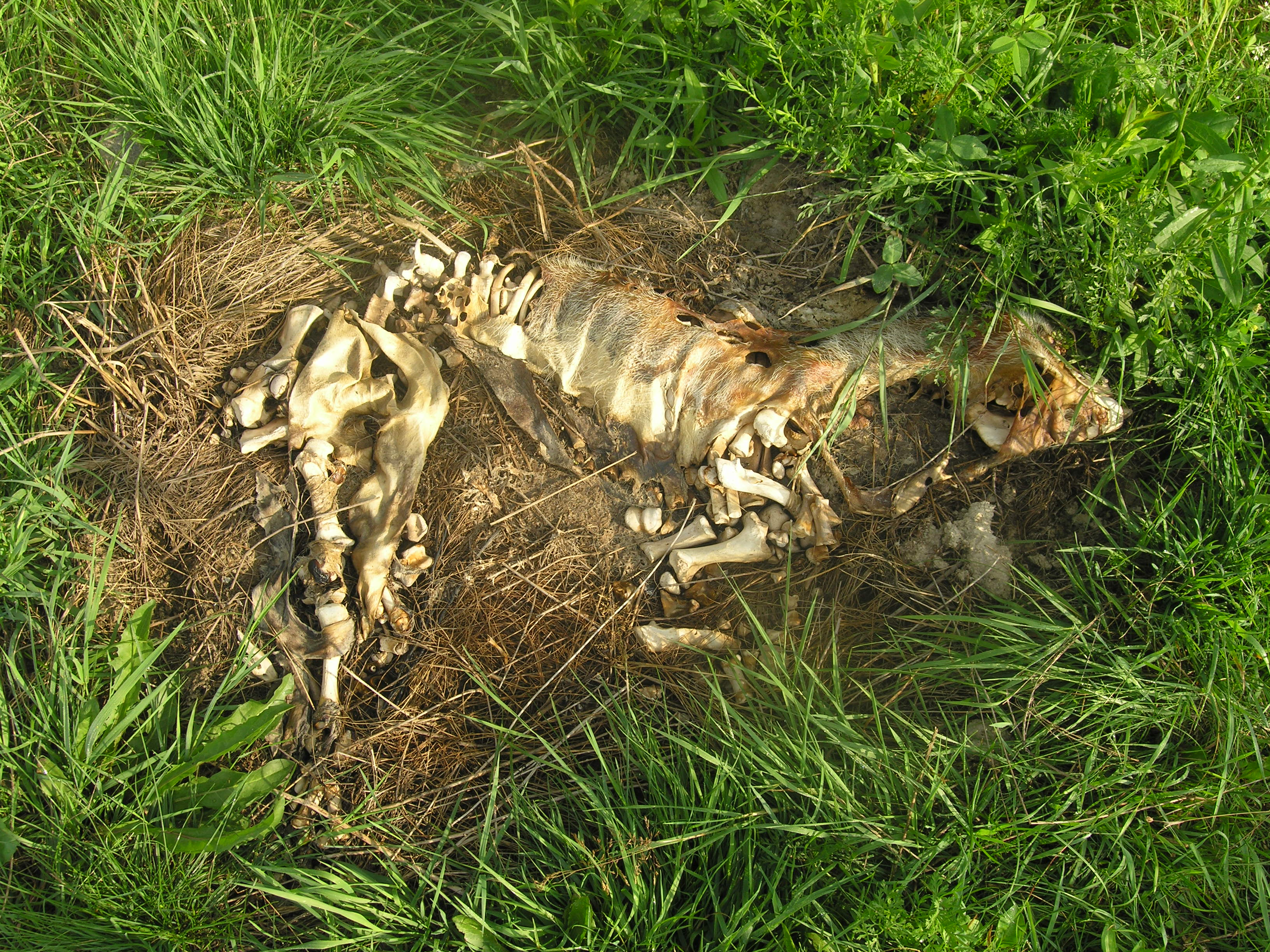
Prase domácí 7. týden po smrti

Skeletonizace je jedno z konečných stádií rozkladu organismu, při kterém se poslední zbytky organické hmoty rozpadnou nebo vysuší a zbudou jen kosti, příp. vlasy. Za normální teploty (25 °C) to trvá od asi 3 týdnů do několika let. Po skeletonizaci trvá rozklad kostí dalších 10 let v běžně kyselé půdě. V pH neutrálním prostředí dojde k rozkladu za stovky let a při současné přeměně na trvalejší anorganické látky nedojde k rozkladu nikdy (fosilizace).